# Manfred Ewald
Manfred Ewald (Podjuchy, 1926. május 17. – Kloster Lehnin, 2002. október 21.) német politikus, korábbi keletnémet sportminiszter, az NDK olimpiai bizottságának elnöke. Az ő elnöksége alatt különböző teljesítményfokozókat adtak a keletnémet sportolóknak, hogy jobban szerepeljenek az olimpián.